# Erin Cummings
Erin Lynn Cummings (sinh ngày 19 tháng 7 năm 1977) là một nữ diễn viên người Mỹ. Cô đã xuất hiện trong các series phim truyền hình như Star Trek: Enterprise, Charmed, Dante's Cove, The Bold and the Beautiful, Cold Case, Dollhouse, Spartacus: Blood and Sand (Spartacus: Máu và Cát) và Detroit 1-8-7, cô cũng được khán giả biết đến nhiều nhất với phim hành động Bitch Slap năm 2009. Cô còn tham số một số phim và video phim ngắn của các youtuber (như loạt phim ngắn Darla). Cô còn nổi tiếng với chương trình từ thiện "Mitten For Detroit", chương trình giúp phân phát găng tay cho người dân thành phố Detroit.

## Cuộc đời và sự nghiệp
Erin Cummings sinh tại Lafayette, Louisiana. Cha cô là một quân nhân, do đó tuổi thơ cô đã sống ở nhiều nơi khác nhau như Hàn Quốc, Nebraska và một vài nơi ở Louisiana, trước khi gia đình cô định cư tại Huntsville, Texas. Cô tốt nghiệp đại học Bắc Texas (University of North Texas), ngành báo chí. Erin Cummings bắt đầu sự nghiệp điện ảnh của mình khi cô được chú ý sau một vở diễn ở một sân khấu gần Dallas. Cummings sau đó đến học tại Viện Âm nhạc và Nghệ thuật London. Cô đã đóng một số vai phụ trong các series phim truyền hình như: Charmed, Passions và Star Trek: Enterprise. Năm 2009, cô vào vai Hel trong phim hành động Bitch Slap, đóng cùng với hai nữ diễn viên America Olivo và Julia Voth.
Với series phim truyền hình, cô nổi bật nhất với vai Sura (vợ của anh hùng Spartacus) trong series Spartacus: Blood and Sand (Spartacus: Máu và Cát). Năm 2015, cô vào Marge Slayton, một vai chính trong series phim truyền hình The Astronaut Wives Club. Cô cũng xuất hiện trong một bài báo và làm hình ảnh trang bìa cho Tạp chí Body vào tháng hai, năm 2010.
Năm 2013, cô vào vai Donna Adams trong vở kịch Harbor trên sân khấu Primary Stages.
Erin là người sáng lập cộng đồng từ thiện "Mittens For Detroit" (Găng tay Cho Detroit), một cộng đồng hỗ trợ thu thập và phân phối găng tay cho trẻ em và người lớn ở thành phố Detroit.
Cô kết hôn với diễn viên Tom Degnan vào ngày 2 tháng 7 năm 2016. Hai tháng sau khi kết hôn, vào tháng 9 năm 2016, cô thông báo trên tài khoản Twitter và Instagram của mình rằng cô bị chẩn đoán ung thư vú. Cô tiến hành điều trị tại UCLA và trở lại với công việc sau khi hoàn tất điều trị.

## Hoạt động nghệ thuật

### Điện ảnh
| Năm  | Tên phim                           | Vai diễn         | Ghi chú   |
| ---- | ---------------------------------- | ---------------- | --------- |
| 2007 | Rolling                            | Lexa             |           |
| 2007 | A New Tomorrow                     | Madonna          |           |
| 2008 | Welcome Home Roscoe Jenkins Snkins | Sally            |           |
| 2008 | Oh Baby!                           | Caroline         |           |
| 2009 | The Anniversary                    | Eve              |           |
| 2009 | Dark House                         | Paula            |           |
| 2009 | Bitch Slap                         | Hel              | Vai chính |
| 2010 | Scorpio người Đàn ông trên Prozac  | Anne             |           |
| 2013 | The Iceman                         | Ellen            |           |
| 2013 | Zarra's Law                        | Crystal          |           |
| 2013 | Cold Comes the Night               | Amber            |           |
| 2014 | Late Phases                        | Anne             |           |
| 2021 | King Richard                       | Nhân viên xã hội |           |

### Truyền hình
| Năm     | Tên phim                         | Vai diễn             | Tập phim                                     |
| ------- | -------------------------------- | -------------------- | -------------------------------------------- |
| 2003    | Star Trek: Enterprise            | Gái điếm #1          | "Carpenter Street"                           |
| 2005    | Passions                         | Cô gái ở trong nhà   | "1.1555"                                     |
| 2005    | Threshold                        | Jen                  | "Pulse"                                      |
| 2006    | Charmed                          | Patra                | "Repo Manor"                                 |
| 2006    | After Midnight: Life Behind Bars | Crystal              |                                              |
| 2006    | Dante's Cove                     | Michelle             | 5 tập                                        |
| 2007    | The Bold and the Beautiful       | Ann Lloyd            |                                              |
| 2008    | Cold Case                        | Rita Flynn           | "Pin Up Girl"                                |
| 2009    | Dollhouse                        | Attendant            | 3 tập                                        |
| 2009    | Nip/Tuck                         | Jessie               | "Benny Nilsson"                              |
| 2010    | Spartacus: Blood and Sand        | Sura                 | Recurring role, 7 episodes                   |
| 2010    | Mad Men                          | Candace              | Tập: "Public Relations" Tập: "The Good News" |
| 2010–11 | Detroit 1-8-7                    | Dr. Abbey Ward       | Vai chính, 18 tập                            |
| 2011–12 | Pan Am                           | Ginny Saddler        | 3 tập                                        |
| 2012    | Common Law                       | Agent Carrie D'Amico | "The T Word"                                 |
| 2012    | The Ropes                        | Stacey               |                                              |
| 2012    | Made in Jersey                   | Bonnie Garretti      | Vai chính, tập                               |
| 2013    | Criminal Minds                   | Emma Churchill       |                                              |
| 2014    | Masters of Sex                   | Kitty                | "Story of My Life"                           |
| 2015    | The Astronaut Wives Club         | Marge Slayton        | Vai chính                                    |
| 2016    | Madoff                           | Eleanor Squillari    | Vai chính                                    |

### Phim ngắn
| Năm  | Tên phim                 | Vai diễn                        | Ghi chú           |
| ---- | ------------------------ | ------------------------------- | ----------------- |
| 2003 | The Analysts             | Noelle                          | Phim ngắn         |
| 2004 | Hollywood the Hard Way   | Tori Welsh                      | Phim ngắn         |
| 2004 | Golf Cart Driving School | Death by Golf Cart – Dog Walker | Phim ngắn         |
| 2006 | Tomorrow's Yesterday     | Janice                          | Phim ngắn         |
| 2011 | Darla                    | Stacey Johnson                  | Phim ngắn Youtube |
| 2011 | Fruit of Labor           | Eva                             | Phim ngắn         |